# Сайнжаргалин Ням-Очир
Сайнжаргалин Ням-Очир  (монг. Сайнжаргалын Ням-Очир, 20 липня 1986) — монгольський дзюдоїст, олімпійський медаліст.

## Виступи на Олімпіадах
| Олімпіада   | Дисципліна      | Місце |
| ----------- | --------------- | ----- |
| Лондон 2012 | легка категорія | =3    |